# Фридрих I (Залцбург)
Вижте пояснителната страница за други личности с името Фридрих I.
Фридрих (на немски: Friedrich, † 1 май 991, Залцбург) от род Зигхардинги, е архиепископ на Залцбург през 958 – 991 г. и абат на манастир „Св. Петър“.

## Биография
Той е избран за архиепископ на Залцбург, след три годишното вакантно място там, на синода в Ингелхайм, със съдейството главно на Ото I Велики. През 961 г. той придружава по-късния император Ото в Италия и вероятно на 2 февруари 962 г. за императорското короноване от папа Йоан XII.
През 967 г. Фридрих отива отново с императора в Италия, като му предава лично 70-те конници, които той трябва да дава за войните на Ото. Той помага на императора във войната против неговия племенник херцог Хайнрих II от Бавария. Затова Фридрих е награден с нови земи, между тях остров Херенхимзе, също горска територия на Траун и други права за солта в Райхенхал.